# 片品村
片品村（かたしなむら）は、群馬県の北北東に位置し、利根郡に属する村。東京から約180キロメートルの北に位置する。国道120号が村のほぼ中央を通っている。1889年（明治22年）の市町村制施行で発足して以来、合併や村名の変更がない。
関東地方有数の豪雪地帯として知られ、毎年冬になるとスキーを中心とした多くの観光客で賑わう。
2007年8月30日に尾瀬国立公園が日光国立公園から分離され、誕生したが、その尾瀬の群馬県側の麓である。尾瀬国立公園誕生を記念して、尾瀬の郷片品村は恵まれた自然をいつくしみ感謝する日として「尾瀬の日」を条例で定め、8月30日を尾瀬の日とした。

## 地理

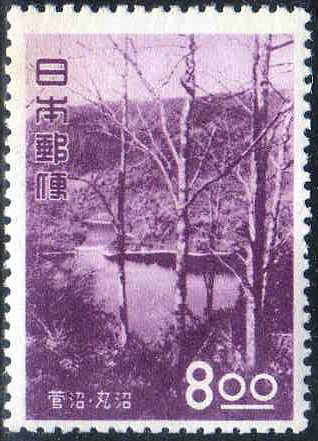
観光地百選シリーズ切手

- 山：日光白根山、至仏山、武尊山
- 河川：片品川、大滝川
- 湖沼： 丸沼、大尻沼、菅沼

### 隣接している自治体
- 群馬県
  - 沼田市
  - 利根郡みなかみ町、川場村
- 栃木県
  - 日光市
    - 日光市とは金精峠を経て国道120号でつながっている。ただし、片品村丸沼高原スキー場から日光市の湯元温泉までは冬季閉鎖となる。
- 福島県
  - 南会津郡檜枝岐村
    - 檜枝岐村との境は尾瀬国立公園に指定されており、自然保護の観点から県境部（大清水小屋〜三平峠〜沼山峠〜七入）は歩行者のみ通行可（福島県側への車両通り抜けは不可）。このため車両で檜枝岐村へ移動する場合は栃木県日光市及び福島県南会津郡南会津町を通る形となり、最短経路の金精峠（国道120号・国道119号・国道121号・国道352号）経由でも125 kmを要する（金精峠区間は11月から4月冬期閉鎖）。なお、県境付近は尾瀬沼があり群馬県側からも徒歩で訪問可能である。
- 新潟県
  - 魚沼市
    - 地続きではあるが直結する自動車の通行できる道路はない。

### 気候
片品村は関東地方で唯一、豪雪地帯対策特別措置法における特別豪雪地帯に指定された地域である。片品アメダス（標高861m）では降水量のみが観測されている。冬季の降水量や降水日数は周囲と比べて多くなく、降水量は利根郡みなかみ町藤原の約3分の1、降水日数は約2分の1であり、吾妻郡草津町の観測地点よりも少ない。
| 片品の気候                                                         | 片品の気候   | 片品の気候   | 片品の気候   | 片品の気候   | 片品の気候   | 片品の気候    | 片品の気候    | 片品の気候    | 片品の気候    | 片品の気候   | 片品の気候   | 片品の気候   | 片品の気候       |
| 月                                                                 | 1月          | 2月          | 3月          | 4月          | 5月          | 6月           | 7月           | 8月           | 9月           | 10月         | 11月         | 12月         | 年               |
| ------------------------------------------------------------------ | ------------ | ------------ | ------------ | ------------ | ------------ | ------------- | ------------- | ------------- | ------------- | ------------ | ------------ | ------------ | ---------------- |
| 降水量 mm （inch）                                                 | 63.2 (2.488) | 57.3 (2.256) | 69.0 (2.717) | 70.2 (2.764) | 94.2 (3.709) | 124.7 (4.909) | 183.8 (7.236) | 162.8 (6.409) | 169.8 (6.685) | 119.9 (4.72) | 56.6 (2.228) | 62.8 (2.472) | 1,234.2 (48.591) |
| 平均降水日数 （≥1.0 mm）                                           | 10.6         | 10.1         | 11.0         | 10.2         | 10.9         | 13.1          | 15.2          | 12.6          | 11.8          | 9.9          | 7.6          | 9.6          | 132.7            |
| 出典1：理科年表                                                    |              |              |              |              |              |               |               |               |               |              |              |              |                  |
| 出典2：気象庁（平均値：1991年 - 2020年、極値：1977年 - 現在）<ref> |              |              |              |              |              |               |               |               |               |              |              |              |                  |

## 歴史

### 沿革
- 1889年（明治22年）4月1日 - 町村制施行に伴い摺渕村、須賀川村、築地村、菅沼村、御座入村、下平村、針山新田、花咲村、幡谷村、東小川村、戸倉村、塚本村、土出村の13か村から片品村が誕生[2]。以降合併や改称は行われていない。役場は須賀川に置かれた[3]。
- 1901年（明治34年） - 片品村役場が東小川磯下に新築落成[3]。
- 1933年（昭和8年） - 村役場改築[4]。
- 1963年（昭和38年） - 片品村史編纂委員会『片品村史』が発刊される。
- 1978年（昭和53年）11月 - 役場庁舎竣工[5]。
- 1989年（平成元年）10月1日 - 村制100周年を記念し村章を改訂[6]。
- 2010年（平成22年） - 片品村制120周年記念『広報「かたしな」縮刷版』（第2巻、第3巻）が発刊される。
- 2014年（平成26年） - 片品村誌編纂委員会『片品村誌』が発刊される。

## 人口
| |                                        |  |
| 片品村と全国の年齢別人口分布（2005年） | 片品村の年齢・男女別人口分布（2005年） |  |
| ■紫色 ― 片品村 ■緑色 ― 日本全国 | ■青色 ― 男性 ■赤色 ― 女性              |  |
| 片品村（に相当する地域）の人口の推移 \| 1970年（昭和45年） \| 6,754人 \| \| \| 1975年（昭和50年） \| 6,228人 \| \| \| 1980年（昭和55年） \| 6,134人 \| \| \| 1985年（昭和60年） \| 6,132人 \| \| \| 1990年（平成2年） \| 6,109人 \| \| \| 1995年（平成7年） \| 6,106人 \| \| \| 2000年（平成12年） \| 5,929人 \| \| \| 2005年（平成17年） \| 5,478人 \| \| \| 2010年（平成22年） \| 4,904人 \| \| \| 2015年（平成27年） \| 4,390人 \| \| \| 2020年（令和2年） \| 3,993人 \| \| |                                        |  |
| 総務省統計局 国勢調査より |                                        |  |
| 1970年（昭和45年） | 6,754人                                |  |
| 1975年（昭和50年） | 6,228人                                |  |
| 1980年（昭和55年） | 6,134人                                |  |
| 1985年（昭和60年） | 6,132人                                |  |
| 1990年（平成2年） | 6,109人                                |  |
| 1995年（平成7年） | 6,106人                                |  |
| 2000年（平成12年） | 5,929人                                |  |
| 2005年（平成17年） | 5,478人                                |  |
| 2010年（平成22年） | 4,904人                                |  |
| 2015年（平成27年） | 4,390人                                |  |
| 2020年（令和2年） | 3,993人                                |  |

## 行政・立法

### 村長[7]
| 代 | 氏名       | 就任             | 退任             |
| -- | ---------- | ---------------- | ---------------- |
| 初 | 星野勇吉   | 明治22年5月26日  | 明治24年3月31日  |
| 2  | 星野佐五郎 | 明治24年4月1日   | 明治26年3月31日  |
| 3  | 千明森蔵   | 明治26年4月1日   | 明治27年3月31日  |
| 4  | 星野源治郎 | 明治27年4月1日   | 明治28年7月2日   |
| 5  | 萩原美造   | 明治28年7月20日  | 明治30年6月19日  |
| 6  | 笠原権六   | 明治30年6月30日  | 明治32年9月8日   |
| 7  | 千明森蔵   | 明治32年9月9日   | 明治35年11月30日 |
| 8  | 星野勇吉   | 明治35年12月1日  | 明治36年8月7日   |
| 9  | 千明森蔵   | 明治36年9月10日  | 明治36年11月30日 |
| 10 | 峰岸半蔵   | 明治36年12月1日  | 明治38年3月31日  |
| 11 | 林曾市郎   | 明治38年8月1日   | 明治40年2月18日  |
| 12 | 萩原佐吉   | 明治40年3月2日   | 大正3年12月15日  |
| 13 | 星野猪吉   | 大正4年1月8日    | 大正8年1月7日    |
| 14 | 田辺要次郎 | 大正9年9月20日   | 昭和3年9月30日   |
| 15 | 梅澤錦作   | 昭和4年4月25日   | 昭和5年11月7日   |
| 16 | 星野祐一   | 昭和6年2月23日   | 昭和14年2月22日  |
| 17 | 千明和三郎 | 昭和14年3月8日   | 昭和18年3月7日   |
| 18 | 吉野律治郎 | 昭和18年5月19日  | 昭和21年11月30日 |
| 19 | 星野祐一   | 昭和22年4月8日   | 昭和26年3月30日  |
| 20 | 入澤百蔵   | 昭和26年4月24日  | 昭和30年4月29日  |
| 21 | 笠原開殖   | 昭和30年4月30日  | 昭和34年4月30日  |
| 22 | 吉野律治郎 | 昭和34年5月1日   | 昭和38年4月30日  |
| 23 | 星野晴     | 昭和38年5月1日   | 昭和41年6月1日   |
| 24 | 大竹竜蔵   | 昭和41年7月20日  | 昭和49年7月19日  |
| 25 | 星野秀邦   | 昭和49年7月20日  | 昭和57年7月19日  |
| 26 | 星野成一   | 昭和57年7月20日  | 平成6年7月19日   |
| 27 | 星野明男   | 平成6年7月20日   | 平成7年9月25日   |
| 28 | 梅澤羊太   | 平成7年11月12日  | 平成15年11月11日 |
| 29 | 星野賢二   | 平成15年11月12日 | 平成17年9月23日  |
| 30 | 千明金造   | 平成17年11月13日 | 平成29年11月12日 |
| 31 | 梅澤志洋   | 平成29年11月13日 | 現職             |

### 県議会
- 選挙区：利根郡選挙区
- 定数：1名
- 任期：2023年（令和5年）4月30日 - 2027年（令和9年）4月29日[9]

| 議員名 | 会派名     | 備考 |
| ------ | ---------- | ---- |
| 星野寛 | 自由民主党 |      |

### 衆議院
- 任期 ： 2024年（令和6年）10月27日 - 2028年（令和10年）10月26日（「第50回衆議院議員総選挙」参照）

| 選挙区                                        | 議員名     | 党派名     | 当選回数 | 備考   |
| --------------------------------------------- | ---------- | ---------- | -------- | ------ |
| 群馬県第1区（片品村、前橋市、沼田市、利根郡） | 中曽根康隆 | 自由民主党 | 3        | 選挙区 |

## 経済

### 産業
地の利を生かしたスキーを中心とした観光（ならびにその関連産業）と農業が主である。高原野菜や果物の栽培が盛んであり、中でも、ハウス栽培のトマトがかつて主力だった大根に代わって群を抜いた片品農産品ブランドとなっている。

## 地域

### 警察
- 沼田警察署
  - 尾瀬駐在所

### 消防
- 利根沼田広域消防本部
  - 東消防署（沼田市利根町平川1269）

## 教育

### 中学校
- 片品村立片品中学校

### 小学校
- 片品村立片品小学校

### 廃校
- 片品村立片品北小学校（2014年3月閉校）
- 片品村立片品南小学校（2016年3月閉校）
- 片品村立武尊根小学校（2016年3月閉校）
  - 片品北小学校は2014年（平成26年）度より片品小学校に統合[10]。さらに残る2小学校とも2016年（平成28年）度より統合され[11]、村内の小学校は1校のみとなった。

## 交通

### 鉄道
村内を鉄道路線は走っていない。最寄り駅は、東日本旅客鉄道上越線沼田駅。

### ロープウェイ・リフト
- 日本製紙総合開発
  - 丸沼高原スキー場日光白根山ロープウェイ
- 四季の森ホワイトワールド尾瀬岩鞍
  - 四季の森ホワイトワールド尾瀬岩鞍ゴンドラリフト

### 道路
- 国道120号（栃木県方面は冬期閉鎖）
- 国道401号（大清水小屋以北・福島県方面は歩行者のみ通行可、沼田市までは国道120号と重複）
- 群馬県道1号沼田檜枝岐線（福島県道と共通、但し一般車は通年通行禁止で福島県側への車両通り抜けも不可。沼田市までは国道120号・国道401号と重複）
- 群馬県道63号水上片品線（みなかみ町方面冬期閉鎖）
- 群馬県道64号平川横塚線
- 群馬県道260号尾瀬ヶ原土出線（一般車通行不可）
- 奥鬼怒スーパー林道（一般車通年通行不可）

### バス
- 関越交通

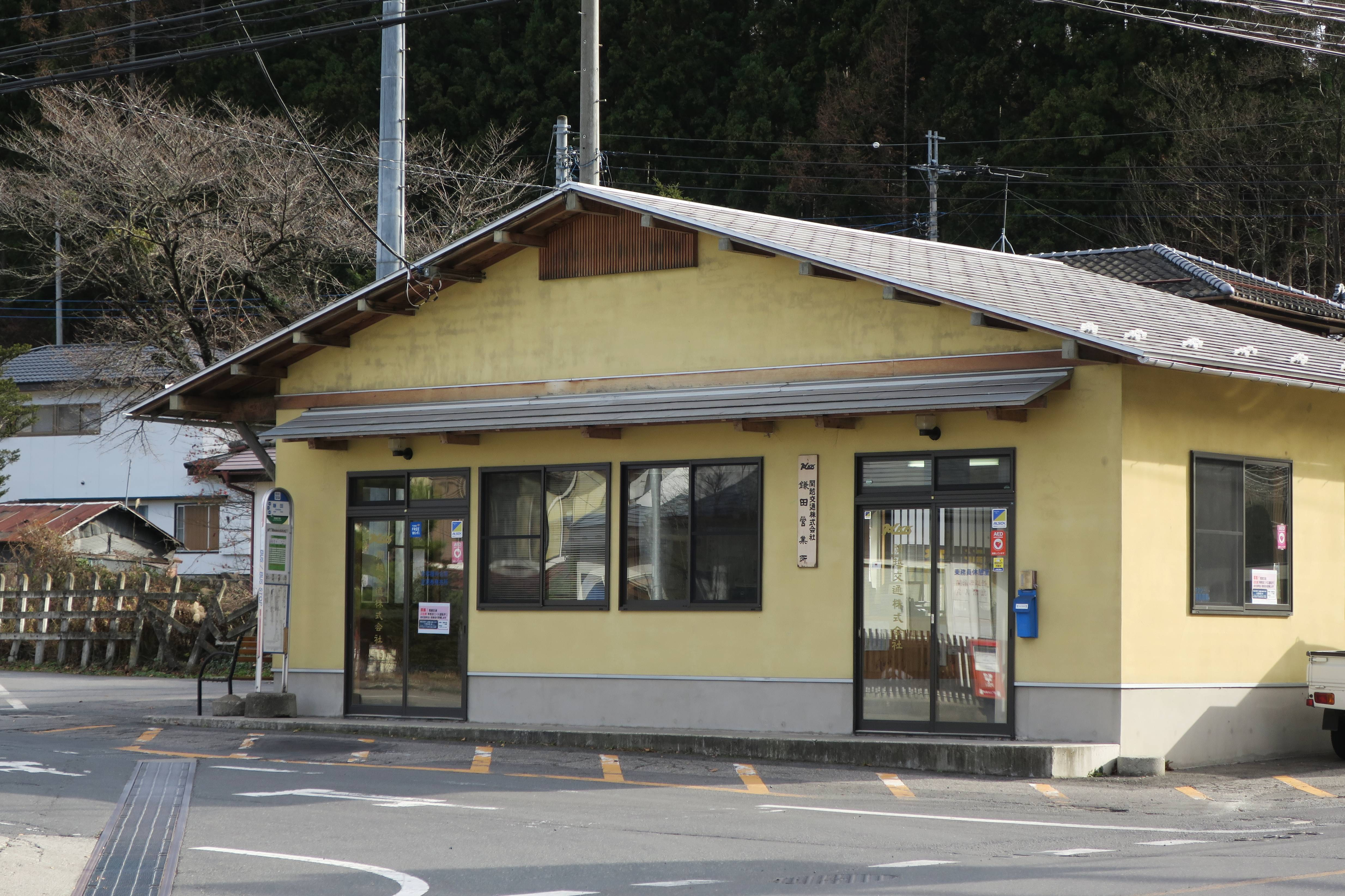
関越交通鎌田営業所

  - （鎌田 - 金精道路 - 栃木県日光市中禅寺温泉） - 2016年（平成28年）5月1日に24年ぶりに復活[12]。
  - 2017-2018スキーシーズンから、主にスキー客向けとして、冬季限定で バスタ新宿 - 道の駅尾瀬かたしな 間を結ぶ[注 2]「かたしなスノーエクスプレス号」を期間中毎日往復1便運行している。2020-2021シーズンの運行スケジュールは、運行期間 2020年12月24日～2021年3月28日、往路  7:15 バスタ新宿発 / 10:55 道の駅尾瀬かたしな着、復路 16:00発 / 19:45着 である。運賃は片道3,500円（子ども1,750円）、往復6,000円（子ども3,000円）。道の駅尾瀬かたしなからはオグナほたかスキー場、かたしな高原スキー場、ホワイトワールド尾瀬岩鞍、スノーパーク尾瀬戸倉、丸沼高原スキー場への無料シャトルバス(かたしなスノーエクスプレス号利用者限定・要事前予約)が運行されている[注 3]。かたしなスノーエクスプレス号は 高速バスネット で予約できる[注 4]。また宿泊パック等も販売されている[13]。

## 名所・旧跡・観光スポット・祭事・催事

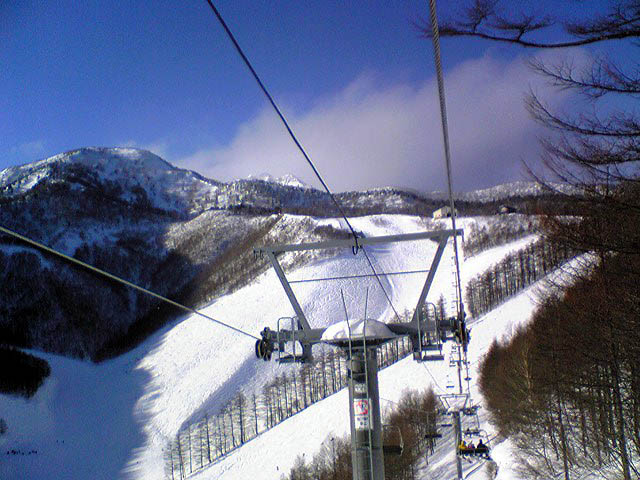
スノーパルオグナ武尊

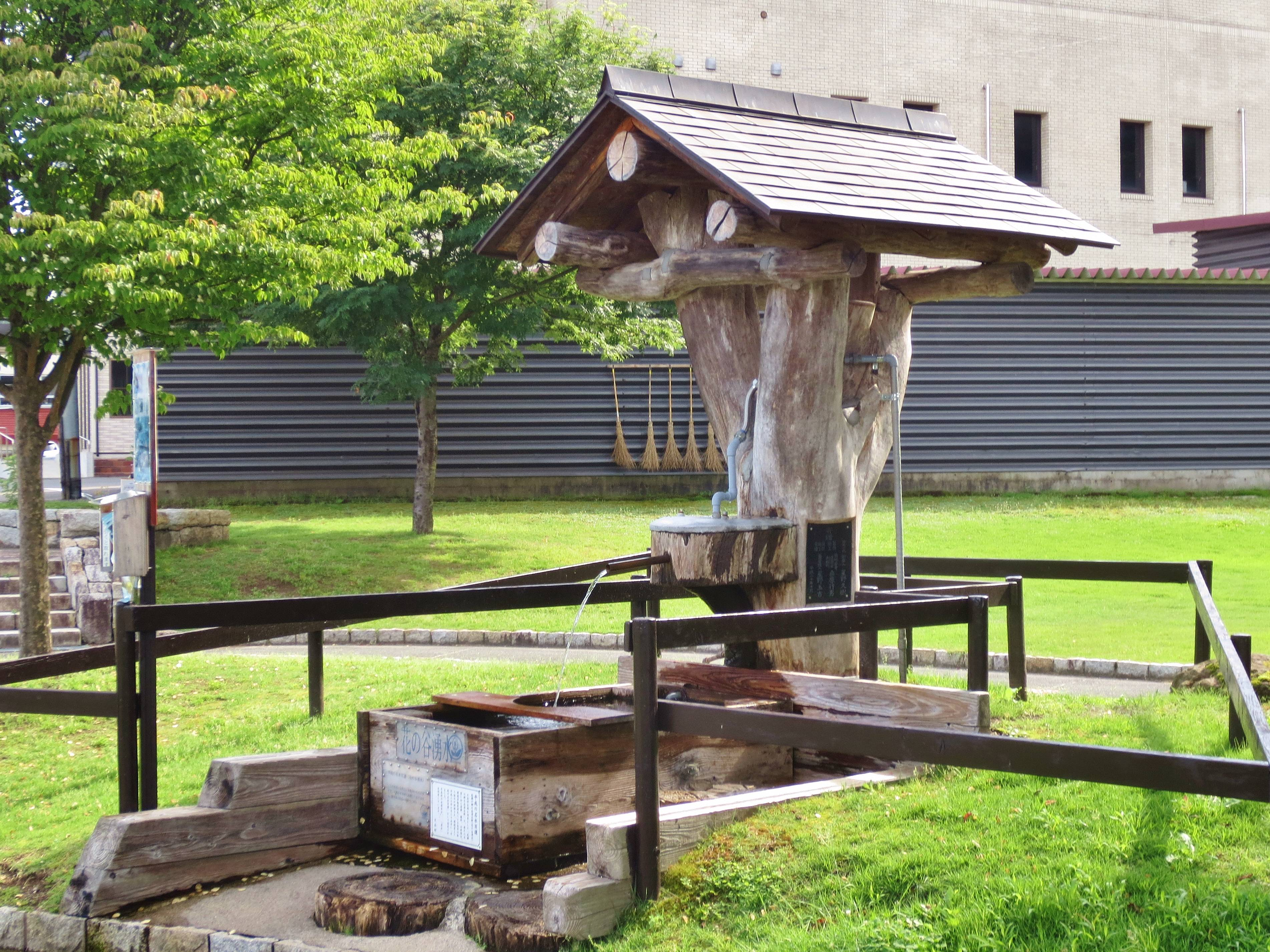
花の谷湧水（花の谷公園内、平成の名水百選「尾瀬の郷片品湧水群」）

- 片品の猿追い祭り - 花咲の武尊神社で三百数十年続く祭りで、猿の害を防ぐため始まったと伝えられ、毎年旧暦9月の中の申の日に行われる[14]。2000年12月27日に国の重要無形民俗文化財に指定された。
- 片品温泉
- 丸沼温泉
- 尾瀬
- 千明牧場
- かたしな高原スキー場
- スノーパル・オグナ武尊
- サエラスキーリゾート尾瀬
- 丸沼高原スキー場
- 四季の森ホワイトワールド尾瀬岩鞍
- スノーパーク尾瀬戸倉
- 金精峠
- 丸沼ダム
- 丸沼
- 大尻沼
- 菅沼
- 日本ロマンチック街道
- 白根魚苑
- 花の駅・片品 花咲の湯
- 尾瀬戸倉温泉
- 鎌田温泉
  - 寄居山温泉 ほっこりの湯
- 武尊牧場（武尊牧場スキー場）- 武尊祭
- 針山の天王ザクラ（オオヤマザクラ）
- 道の駅尾瀬かたしな
- 2005年2月に高校総体スキー大会が開催されたほか、2006年2月には国民体育大会スキー大会が開催された。2004年から2013年にかけては「オフロード版トライアスロン」とも称されるエクステラの全日本選手権（XTERRAジャパンチャンピオンシップ）が毎年8月に開催されていた。

## 出身有名人
- 永井紺周郎・永井いと - 永井流養蚕術で知られる明治時代の養蚕師範。
- 星野敏 - 実業家、元フェンシング選手
- 星野美香 - 卓球選手
- 萩原貴則 - スキー選手
- 平野長靖 - 自然保護運動家

## ゆかりのある人物
- 江間章子　作詞家。1998年に片品村の名誉村民第1号に選定された。
- 6代目立川ぜん馬　落語家。2006年に夫婦そろって片品村の親善大使に選ばれ、PRイベントなどで活躍した。